# Razdólnoie (Novossibirsk)
Razdólnoie - Раздольное (rus) - és un poble de l'óblast de Novossibirsk, a Rússia, que en el cens del 2010 tenia 4.861 habitants, pertany al districte de Novossibirsk.